# Tom Jensen (journalist)
 For alternative betydninger, se Tom Jensen. (Se også artikler, som begynder med Tom Jensen)
Tom Jensen (født 1966 i Thisted) er en dansk journalist, der siden 2007 har været chefredaktør for Berlingske.